# Hello! 多久
Hello! 多久（ハロー たく）は、エフエム佐賀で月曜12:00-12:55に放送されているラジオ番組。スポンサーは佐賀県多久市で行政広報番組の一面も持つ。

## 概要

### 放送時間
月曜　12:00-12:55

### パーソナリティ
- たつじ
- まいこ

### 過去のパーソナリティ
- 第3期（2012年8月～2013年3月）
- 篠崎将彦
- 一瀬愛

- 第2期（2011年8月～2012年7月）
- 戸塚貴子
- 宿里由布子

- 第1期（2010年8月～2011年7月）
- 波佐間崇晃
- 中山直美

## 主なコーナー
- 市長ランチトーク
  - 横尾俊彦多久市長のトークコーナー
- School Paradise
  - 多久市内の子供たちへのインタビュー
- 多久さんグルメ
  - 多久のグルメ情報
- お出かけ多久マップ
  - 多久の観光名所の紹介
- 週刊多久ニュースプラス
  - 多久市の話題・トピックス